# Arne Stollberg
Arne Stollberg (* 1973 in Wetzlar) ist ein deutscher Musikwissenschaftler und Hochschullehrer.

## Werdegang
Stollberg studierte sowohl Musikwissenschaft als auch Theater-, Film- und Medienwissenschaft an der Universität Frankfurt am Main. 2001 bis 2012 wirkte er zunächst als Assistent, dann Oberassistent und zuletzt Lehrbeauftragter am Institut für Musikwissenschaft der Universität Bern. Ab 2012 wirkte er als Professor an der Universität Basel.
2014 wurde er ans Institut für Musikwissenschaft an der Humboldt-Universität berufen und ist seit April 2015 Professor für Historische Musikwissenschaft am Institut für Musikwissenschaft und Medienwissenschaft der Humboldt-Universität zu Berlin. Stollberg forscht in erster Linie auf dem Gebiet der Musikästhetik und musikalischen Analyse, ist aber auch Spezialist für Musiktheater und Instrumentalmusik vom 18. bis zum 21. Jahrhundert. 2023/24 hat er eine Carl Friedrich von Siemens Fellowship inne. 
Darüber hinaus ist Stollberg Herausgeber von Sammelbänden und Tagungsberichten. Außerdem ist er Mitherausgeber und Redakteur der Zeitschrift Wagnerspectrum.
Stollberg ist mit der Musikwissenschaftlerin Ivana Rentsch verheiratet.

## Schriften
- Durch den Traum zum Leben. Erich Wolfgang Korngolds Oper „Die tote Stadt“. Mainz 2003. 2. Auflage 2004 (Musik im Kanon der Künste. 1).
- Ohr und Auge – Klang und Form. Facetten einer musikästhetischen Dichotomie bei Johann Gottfried Herder, Richard Wagner und Franz Schreker. Stuttgart 2006 (Beihefte zum Archiv für Musikwissenschaft. 58).
- Arne Stollberg (Hrsg.): Erich Wolfgang Korngold: Wunderkind der Moderne oder letzter Romantiker? Essaysammlung. edition text + kritik, München 2008, ISBN 978-3-88377-954-6.
- Tönend bewegte Dramen. Die Idee des Tragischen in der Orchestermusik vom späten 18. bis zum frühen 20. Jahrhundert. München 2014.
- Matthias Schmidt, Arne Stollberg (Hrsg.): Das Bildliche und das Unbildliche. Nietzsche, Wagner und das Musikdrama. Fink, Paderborn 2015.

## Auszeichnungen
- 2005: Prix jubilé der Schweizerischen Akademie der Geistes- und Sozialwissenschaften (SAGW)
- 2011: Theodor-Kocher-Preis der Universität Bern
- 2012 bis 2015: Förderungsprofessur des Schweizerischen Nationalfonds am Musikwissenschaftlichen Seminar der Universität Basel, mit dem Projekt Hörbare Gebärden – Der Körper in der Musik.